# Cagiva Mito SP 525
Cagiva Mito SP 525 je motocykl kategorie supersport italské firmy Cagiva, vyráběný od roku 2008.

## Popis
Cagiva Mito SP 525 je sportovní motocykl třídy do 125 cm³ určený pro začátečníky. Motocykl byl konstruován s ohledem na co nejlepší aerodynamické vlastnosti. Supersportovní, ale vrtošivý dvoutakt vyžaduje stejně jako předchozí generace častou odbornou pomoc v servisu.

## Technické parametry
- Rám: páteřový z lehkých slitin
- Suchá hmotnost: 129 kg
- Pohotovostní hmotnost:
- Maximální rychlost: 127 km/h
- Spotřeba paliva: 4,8 l/100 km